# Tania Tsanaklidou
Tania Tsanaklidou (Grieks: Τάνια Τσανακλίδου) (Drama, 9 april 1952) is een Grieks zangeres en actrice.

## Biografie
Tsanaklidou werd geboren in Drama, maar groeide op in Thessaloniki. Ze studeerde drama en klassieke geschiedenis. Na haar studies verhuisde ze naar Athene, alwaar ze begon te werken als theateractrice. Daarnaast begon ze ook haar zangcarrière; in 1974 bracht ze haar eerste album uit. In 1978 kreeg ze haar eerste rol in een serie op de nationale televisie.
Ze is vooral bekend omwille van haar deelname aan het Eurovisiesongfestival 1978. De Griekse openbare omroep had haar intern geselecteerd, en ze mocht aldus Griekenland vertegenwoordigen in de Franse hoofdstad Parijs met Charlie Chaplin, een ode aan de bekende acteur. Ze eindigde op de achtste plaats.